# انسلی (فلوریدا)
انسلی (به انگلیسی: Ensley) یک منطقهٔ مسکونی در ایالات متحده آمریکا است که در شهرستان اسکامبیا، فلوریدا واقع شده‌است. انسلی ۳۱٫۷ کیلومتر مربع مساحت و ۲۰٬۶۰۲ نفر جمعیت دارد و ۴۰ متر بالاتر از سطح دریا قرار دارد.